# Le Livre d'or de la science-fiction : Michel Jeury
Le Livre d'or de la science-fiction : Michel Jeury est une anthologie, publiée en mars 1982 en France, composée d'un essai et de neuf nouvelles de science-fiction consacrées à l'œuvre de Michel Jeury. Rassemblées par Gérard Klein, les nouvelles sont parues entre 1974 (Ouragan sur le Secrétaire d'État) et 1979 (La Planète des vaches).

## Publication
L'anthologie fait partie de la série francophone Le Livre d'or de la science-fiction, consacrée à de nombreux écrivains célèbres ayant écrit des œuvres de science-fiction. Elle ne correspond pas à un recueil déjà paru aux États-Unis ; il s'agit d'un recueil inédit de nouvelles, édité pour le public francophone, et en particulier les lecteurs français.
L'anthologie a été publiée en mars 1982 aux éditions Presses Pocket, collection Science-fiction no 5133  (ISBN 2-266-01130-8).
L'image de couverture a été réalisée par Marcel Laverdet.

## Préface
- Une vue sur l'histoire, préface de Gérard Klein.

## Liste des nouvelles
- Esquisse pour une biographie sommaire (essai)
- Ouragan sur le Secrétaire d'État
- La Poudre jaune du temps
- La Fête du changement
- La Mémoire de l'Eden
- Vivre le temps
- Les Cygnes se créent dans le ciel
- Mais quel territoire ?
- La Planète des vaches
- Les Négateurs